# Culicoides trouilleti
Culicoides trouilleti är en tvåvingeart som beskrevs av Itoua och Cornet 1987. Culicoides trouilleti ingår i släktet Culicoides och familjen svidknott.
Artens utbredningsområde är Kongo. Inga underarter finns listade i Catalogue of Life.